# Anja Middelbeck-Varwick

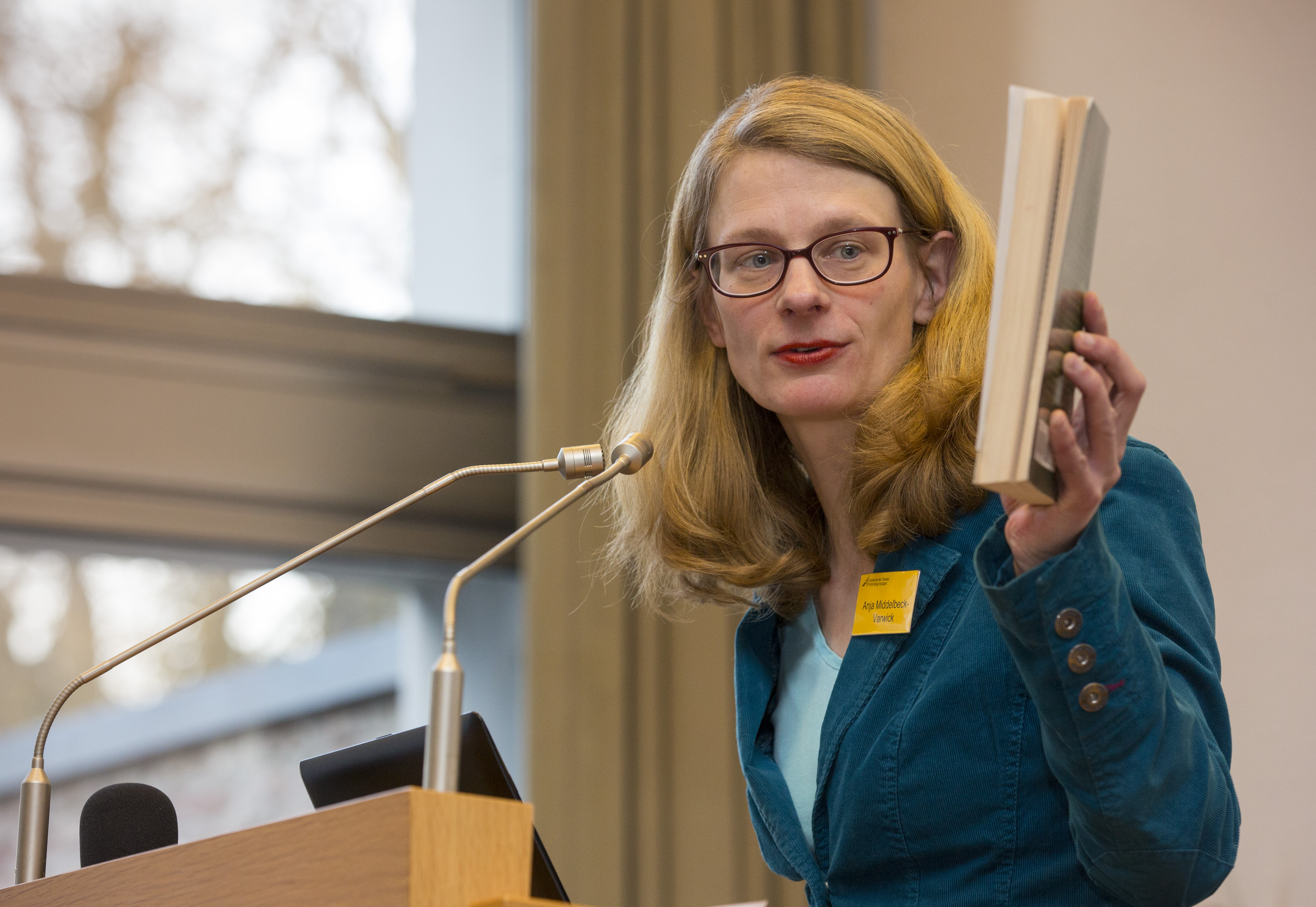
Anja Middelbeck-Varwick (2015)

Anja Middelbeck-Varwick (* 25. April 1974 in Lohne) ist eine deutsche römisch-katholische Theologin.

## Leben
Nach ihrer Schulzeit am Gymnasium Lohne studierte Middelbeck-Varwick von 1993 bis 2000 römisch-katholische Theologie an der Westfälischen Wilhelms-Universität Münster. Von 2001 bis 2009 war sie Wissenschaftliche Mitarbeiterin für Systematische Theologie am Seminar für Katholische Theologie der Freien Universität Berlin, ihre Promotion im Fach Katholische Theologie erfolgte 2006. Von 2009 bis 2017 war sie dort Juniorprofessorin. Ihre Habilitation erfolgte 2017 an der Universität Salzburg. Von 2018 bis 2019 lehrte Middelbeck-Varwick Katholische Theologie an der Europa-Universität Flensburg. Seit Oktober 2019 ist sie Professorin für Religionstheologie und Religionswissenschaft an der Johann Wolfgang Goethe-Universität Frankfurt am Main.
Middelbeck-Varwick ist mit Johannes Varwick verheiratet und hat vier Kinder. 2011 unterzeichnete Middelbeck-Varwick das Memorandum Kirche 2011: Ein notwendiger Aufbruch. Sie gehört dem Zentralkomitee der deutschen Katholiken an, ist Beraterin der Kommission Weltkirche der Deutschen Bischofskonferenz sowie Mitglied der Deutschen Kommission Iustitia et Pax.

## Werke (Auswahl)
Als Autorin:
- Die Grenze zwischen Gott und Mensch. Erkundungen zur Theodizee in Islam und Christentum. Aschendorff, Münster 2009, ISBN 	978-3-402-11016-4 (zugleich Dissertationsschrift, FU Berlin 2005/06).
- Cum aestimatione. Konturen einer christlichen Islamtheologie. Aschendorff, Münster 2017, ISBN 978-3-402-13169-5.

Als Herausgeberin:
- mit Andreas Hölscher: Frömmigkeit. Eine verlorene Kunst. Münster 2005.
- mit Rainer Kampling: Alter. Blicke auf das Bevorstehende. Frankfurt am Main 2009.
- mit Markus Thurau: Mystikerinnen der Neuzeit und Gegenwart. Frankfurt am Main 2009.
- mit Karin Gludovatz: Gender im Blick. Geschlechterforschung in den Geschichts- und Kulturwissenschaften. Frankfurt am Main 2010.
- mit Hansjörg Schmid, Ayşe Başol-Gürdal, Bülent Ucar: Zeugnis, Einladung, Bekehrung. Mission im Christentum und Islam. Regensburg 2011.
- „So lauert die Sünde vor der Tür“ (Gen 4,7). Nachdenken über die Sünde. Frankfurt am Main 2011.
- mit Andreas Renz, Bülent Uçar, Mohammad Gharaibeh: Der stets größere Gott. Gottesvorstellungen in Christentum und Islam. Regensburg 2012.
- mit Schmid, Hansjörg/Gharaibeh, Mohammad: Die Boten Gottes. Prophetie in Christentum und Islam. Regensburg 2013.
- mit Andreas Hölscher, Markus Thurau: Kirche in Welt. Christentum im Zeichen kultureller Vielfalt. Frankfurt am Main 2013.
- mit Hansjörg Schmid, Amir Dziri, Mohammad Gharaibeh: Kirche und Umma. Glaubensgemeinschaft in Christentum und Islam. Regensburg 2014.
- mit Christian Ströbele, Amir Dziri, Muna Tatari: Armut und Gerechtigkeit. Christliche und islamische Perspektiven. Regensburg 2016.
- mit Christian Ströbele, Amir Dziri, Mohammad Gharaibeh: Migration, Flucht, Vertreibung. Orte christlicher und islamischer Theologie. Regensburg 2018.
- mit Sara Han, Markus Thurau: Bibel – Israel – Kirche. Studien zur jüdisch-christlichen Begegnung. Festschrift für Rainer Kampling. Münster 2018.